# Neđeljišta
Neđeljišta (cyr. Неђељишта) – wieś w Bośni i Hercegowinie, w Republice Serbskiej, w gminie Vlasenica. W 2013 roku liczyła 354 mieszkańców.